# Pattensen
Pattensen is een gemeente in de Duitse deelstaat Nedersaksen en maakt deel uit van de regio Hannover.
Pattensen telt 14.625 inwoners. Van de inwoners der gemeente wonen er circa 9.000 in het stadje Pattensen zelf; de overigen wonen in de dorpen daaromheen. Daarvan is Schulenburg met ca. 2.400 inwoners het grootste.

## Stadsdelen
De stadsdelen van Pattensen zijn:
- Hüpede en Oerie (samen één stadsdeel aan de zuidwestkant van Pattensen)
- Jeinsen, 5 km ten zuiden van Pattensen
- Koldingen, 2½ km ten oosten van Pattensen
- Pattensen-Mitte
- Reden, ruim één km ten noorden van Koldingen
- Schulenburg, waar kasteel Marienburg staat, 7–8 km ten zuiden van Pattensen
- Vardegötzen, een klein wegdorp 2 km ten westen van Jeinsen

Verder liggen in de gemeente de gehuchten Thiedenwiese en Lauenstadt.

## Geografie, infrastructuur, economie
Pattensen ligt tussen 15 en 20 km ten zuiden van Hannover.
De Leine stroomt langs de noordoostelijke grens van de gemeente. Deze rivier is niet bevaarbaar, maar ecologisch waardevol.
Nordstemmen, in het zuiden, en Sarstedt, in het zuidoosten, zijn buurgemeentes van Pattensen in de Landkreis Hildesheim.
De belangrijkste verkeersader in de gemeente is de Bundesstraße 3. Te Pattensen takt hiervan de oostwaarts lopende Bundesstraße 443 af, die 7 km verderop bij Laatzen op de Autobahn A37 uitkomt.
Pattensen heeft geen spoorwegen binnen de gemeente. Openbaarvervoerreizigers zijn op de (frequent rijdende) bus naar Hannover v.v. aangewezen. Buurgemeente Nordstemmen is wel per trein bereikbaar, zie Station Nordstemmen.
In Pattensen wonen tamelijk veel forensen, die voor hun werk dagelijks naar Hannover pendelen. De gemeente kent alleen midden- en kleinbedrijf van plaatselijk en regionaal belang, grotendeels gevestigd op een groot bedrijventerrein direct ten oosten van de plaats Pattensen. Opvallend is het relatief grote aantal restaurants en meubelwinkels. De gemeente ligt in de Calenberger Lössbörde, die bekend is om haar vruchtbare akkerland; de akkerbouw op het vlakke land rondom Pattensen is dan ook nog steeds niet geheel te verwaarlozen.
Het Briefzentrum 30 (postcentrum van het gebied rond Hannover) van Deutsche Post AG is gevestigd in Pattensen.

## Geschiedenis

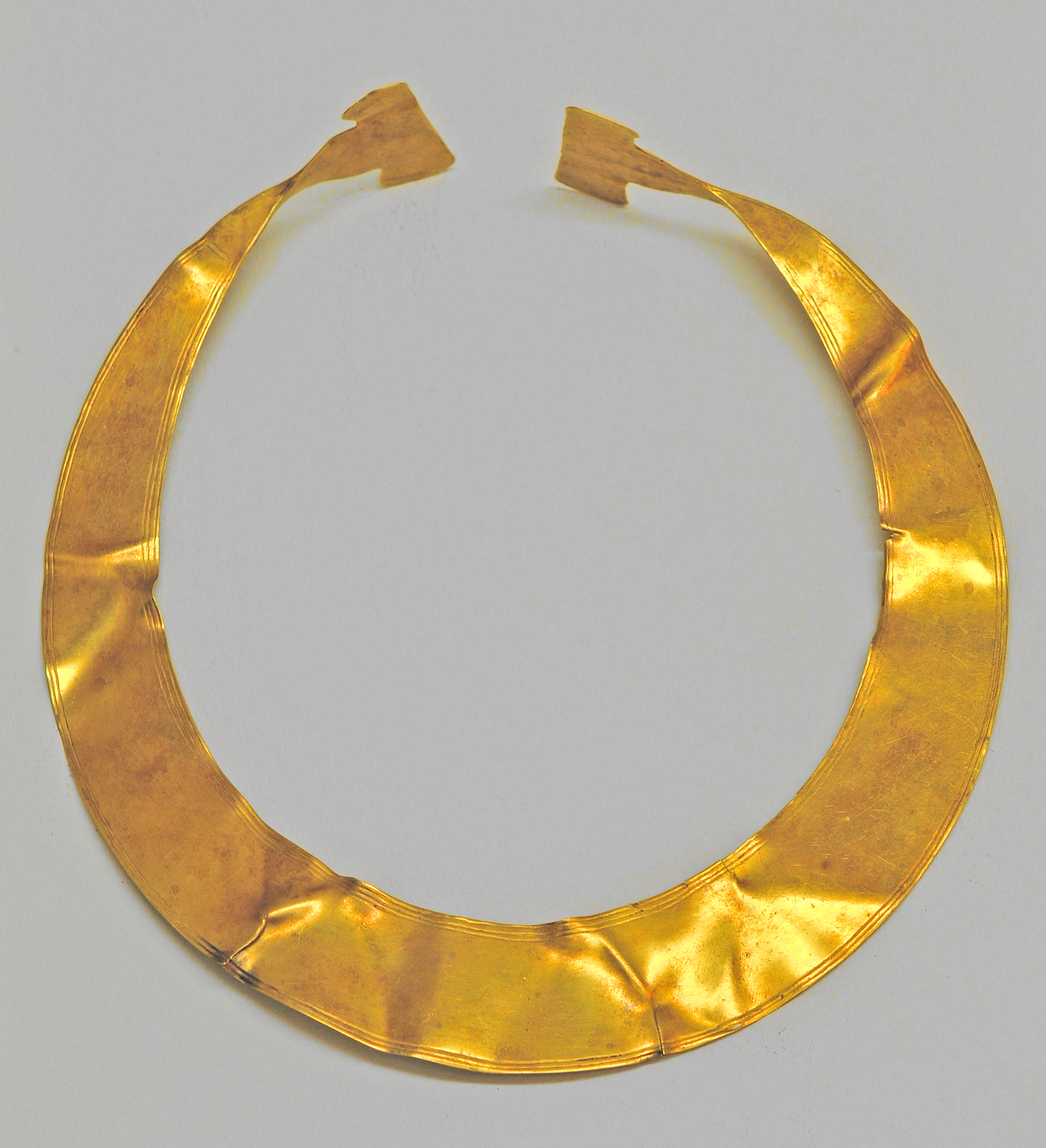
Gouden lunula van Pattensen
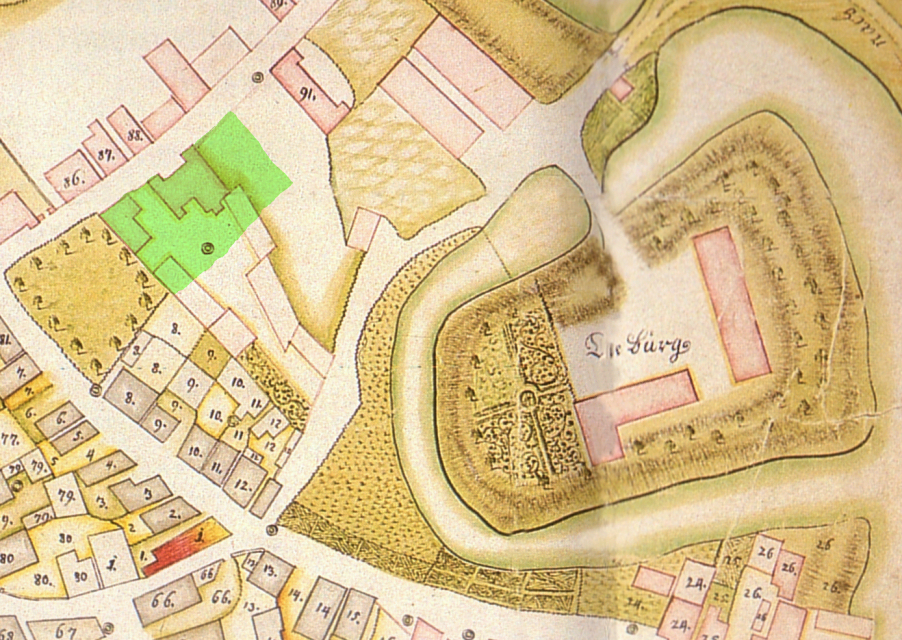
Kaart uit 1733 met het kasteel

In 1911 werd bij Schulenburg een zogenaamde lunula van goud gevonden. Vermoedelijk is dit een in het huidige Ierland gemaakt voorwerp uit de vroege Bronstijd. Het meest waarschijnlijk is, dat het een halssieraad was. Het sieraad bevindt zich in Hannover, in de collectie van het Niedersächsische Landesmuseum Hannover.
Pattensen is een oud stadje (oudste vermelding anno 986), dat ontstond rondom een zeer oude kerk, waaromheen in de middeleeuwen lokale edelen een kasteel bouwden. Ook in het nabijgelegen Koldingen stond een niet onbelangrijk adellijk slot. Het verkreeg in de late 12e eeuw gedeeltelijke, en in de 13e eeuw volledige stadsrechten. In de Hildesheimse Stiftsoorlog en de Dertigjarige Oorlog werd Pattensen, met de beide kastelen, beide keren verwoest, maar later weer opgebouwd.
Ook in vredestijd bleef Pattensen niet voor rampspoed gespaard: in 1655 en 1733 werd het stadje grotendeels door brand verwoest.
Het kasteel werd verwoest tijdens de Hildesheimse Stiftsoorlog en tijdens de Dertigjarige Oorlog. Het werd afgebroken in de 19e eeuw en op de kasteelheuvel werd het stadhuis gebouwd, dat sinds 2018 niet meer als zodanig dienst doet.
In de nazi-tijd zijn alle Joden uit Pattensen door de nazi's weggevoerd naar de vernietigingskampen en daar omgebracht. Op 8 april 1945, aan het eind van de Tweede Wereldoorlog, werd Pattensen, waarvan de Duitse commandant een ultimatum had laten verstrijken zonder te capituleren, door geallieerde vliegtuigen gebombardeerd. Bij de luchtaanval kwamen ongeveer 100 mensen om het leven.

## Belangrijke personen met betrekking tot de gemeente
- Ernst August van Hannover (1954), hoofd van de huidige dynastie der Welfen, slotheer van onder meer het slot Marienburg
- Ernst August van Hannover (1914-1987), overleden op landgoed Calenberg bij Schulenburg
- Per Mertesacker (Hannover, 29 september 1984), oud-voetballer, woonde als kind en tiener verscheidene jaren te Pattensen, ereburger van de stad

## Bezienswaardigheden, monumenten
- Slot Marienburg op de heuvel Marienberg (1867), is gebouwd als koninginnenkasteel voor Marie van Saksen-Altenburg, koningin van het Koninkrijk Hannover, in opdracht van haar gemaal, koning George V van Hannover. Het is nog altijd in bezit van telgen van dit geslacht, dat tot de Welfen wordt gerekend. Het kasteel ligt op de heuvel Marienberg nabij Schulenburg en buurplaats Nordstemmen, en was tot en met de herfst  van 2023 te bezichtigen. Het zal in de periode tot 2030 voor publiek gesloten blijven, omdat het kasteel in verval is en een ingrijpende renovatie moet ondergaan.[4]. Vanuit Pattensen-Mitte en Hannover rijden er in de weekends 4 × per dag en op werkdagen 2 × per dag speciale streekbussen heen. De koning en de koningin reisden wel eens per trein hierheen, en het Station Nordstemmen was voorzien van speciale accommodatie voor hen. Zowel kasteel Marienburg als dit stationsgebouw zijn ontworpen door de beroemdste Duitse architect van de neogotiek, Conrad Wilhelm Hase.
- Oude kerken, in het algemeen bij de evangelisch-lutherse gemeentes in gebruik:
  - De Sint-Lucaskerk te Pattensen-Mitte (1400; in 1801 zo ingrijpend verbouwd, dat haast van sloop en herbouw sprake was). Hier was Antonius Corvinus[5] in 1542 dominee.
  - De dorpskerk van Hüpede dateert van omstreeks 1200, werd in het midden van de 17e eeuw ingrijpend verbouwd, en heeft een bezienswaardig interieur uit de 17e - 19e eeuw.
  - De Sint-Joriskerk van Jeinsen dateert, evenals haar interieur, van omstreeks 1780. De kerktoren is overgebleven van een ouder kerkgebouw op deze plaats en wordt op de eerste helft van de 12e eeuw gedateerd.
  - De Thomaskerk te Schulenburg dateert uit 1856.
- Het Amtshaus Koldingen is een kasteeltje uit 1593, dat particulier bewoond wordt en niet voor het publiek toegankelijk is. De kapel bij dit kasteel is wel toegankelijk, want ze is als dorpskerk in gebruik.
- Het herenhuis Gutshaus von Reden te Reden staat op de plaats van een 13e-eeuws kasteel en dateert uit de 19e eeuw. Het goed wordt reeds sinds de 13e eeuw door de adellijke Heren van Reden bewoond. Het landgoed is niet voor het publiek opengesteld.
- De ruïne Calenberg te Schulenburg is om verschillende redenen historisch van belang. Voor een uitvoerige uiteenzetting over de gecompliceerde geschiedenis van deze voormalige burcht, zie op de Duitse Wikipedia: Burg Calenberg.

## Afbeeldingen

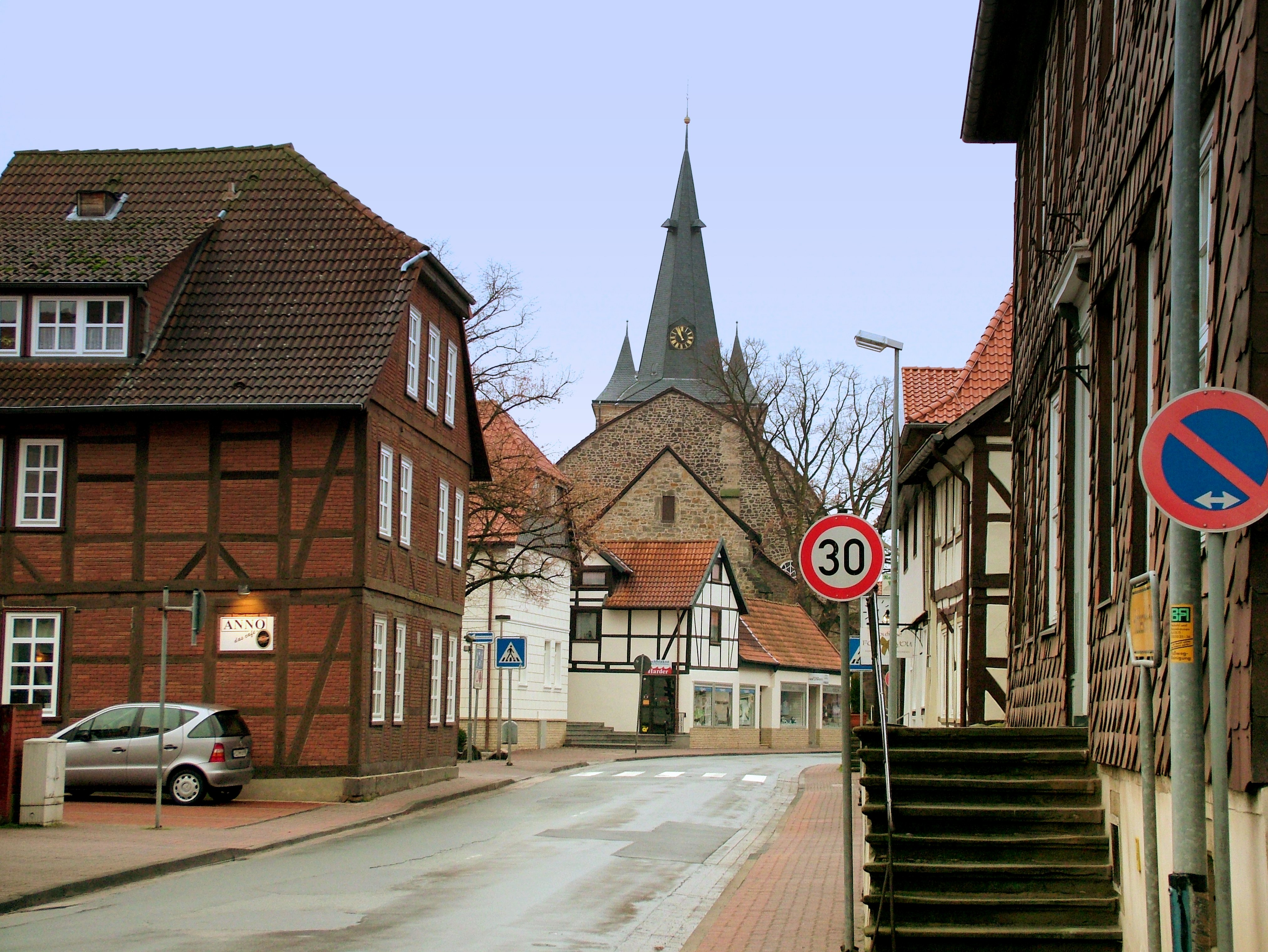
Dammstraße; op de achtergrond de lutherse Sint-Lucaskerk
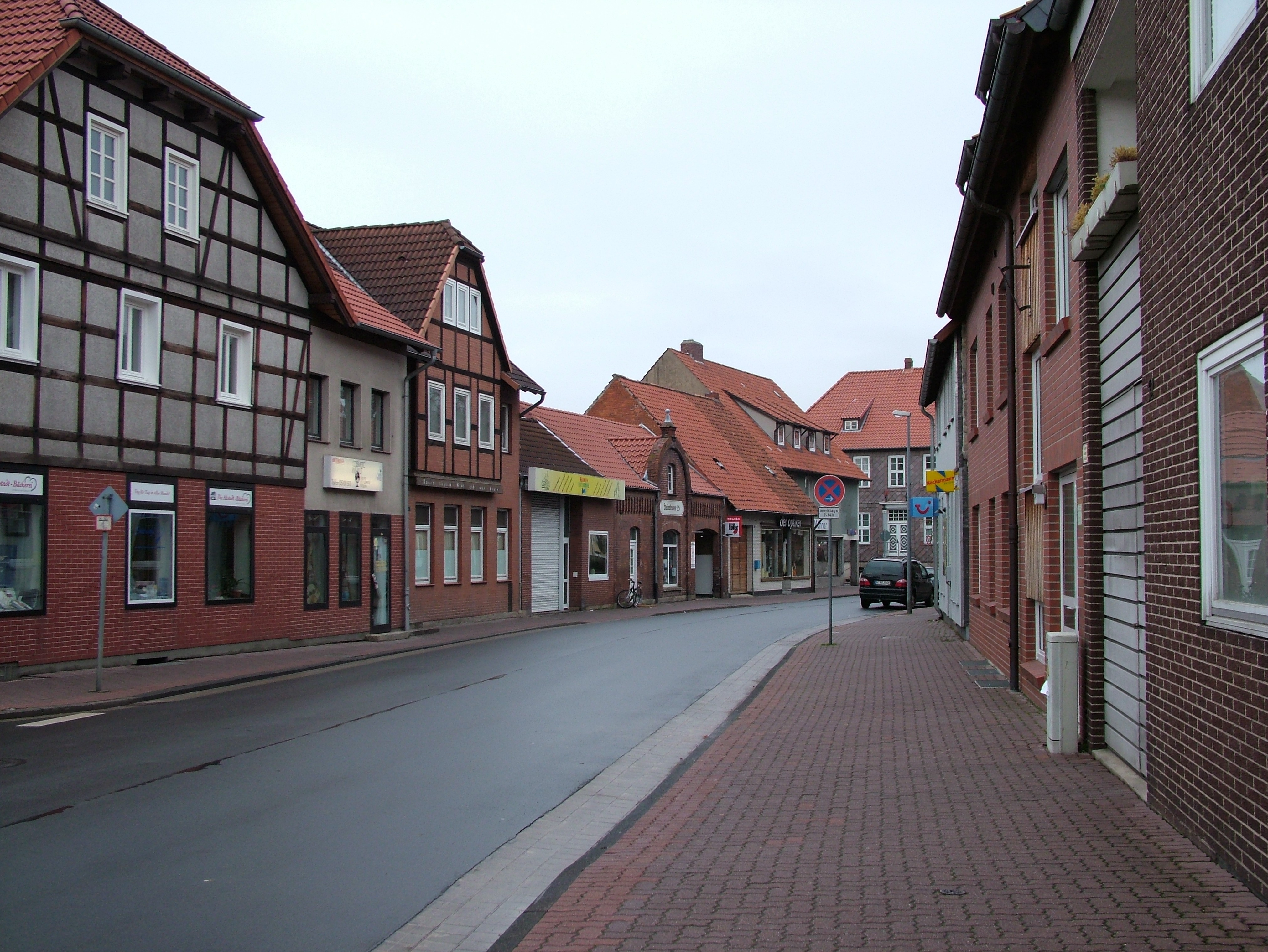
Steinstraße
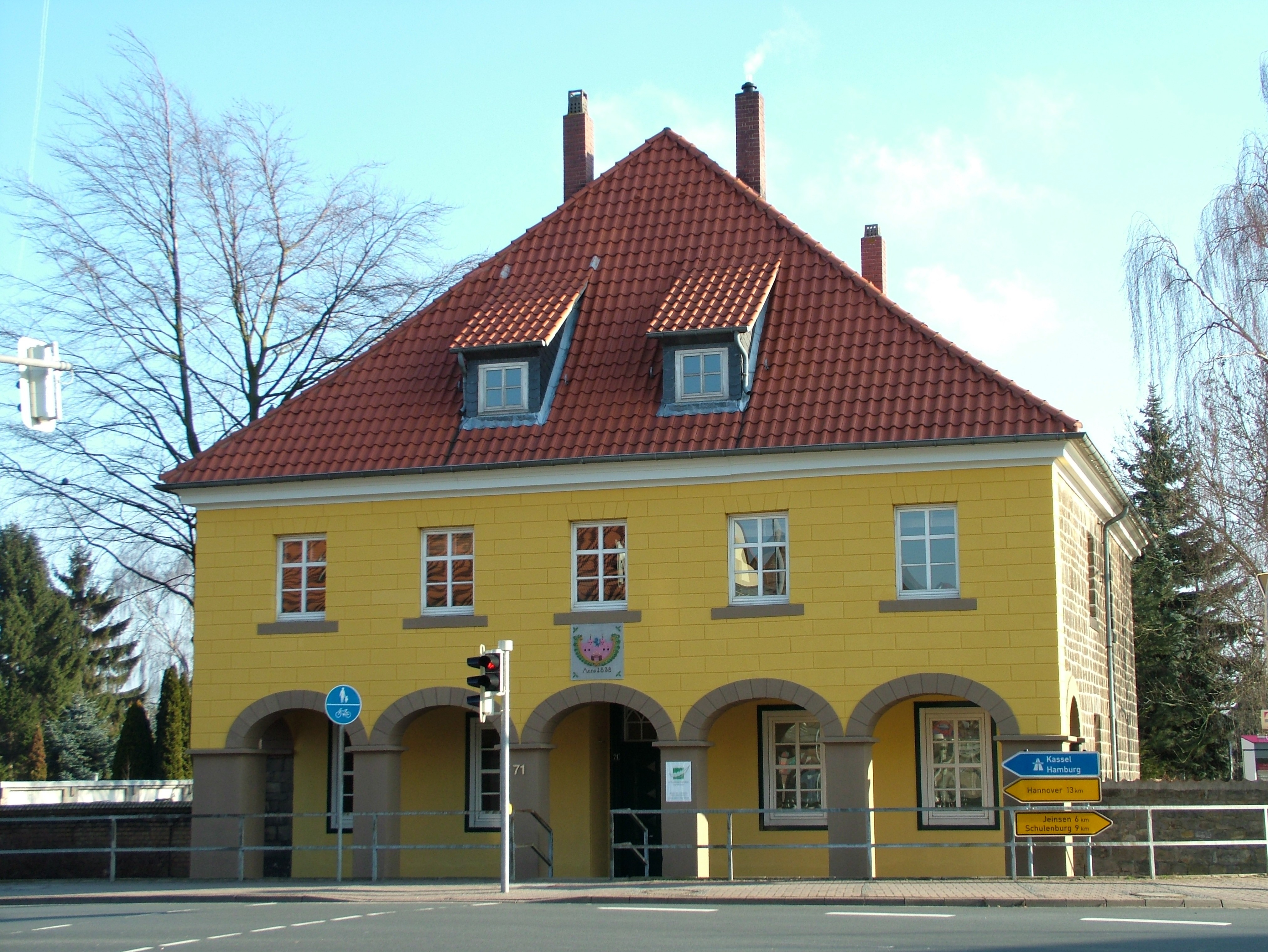
Alte Wache
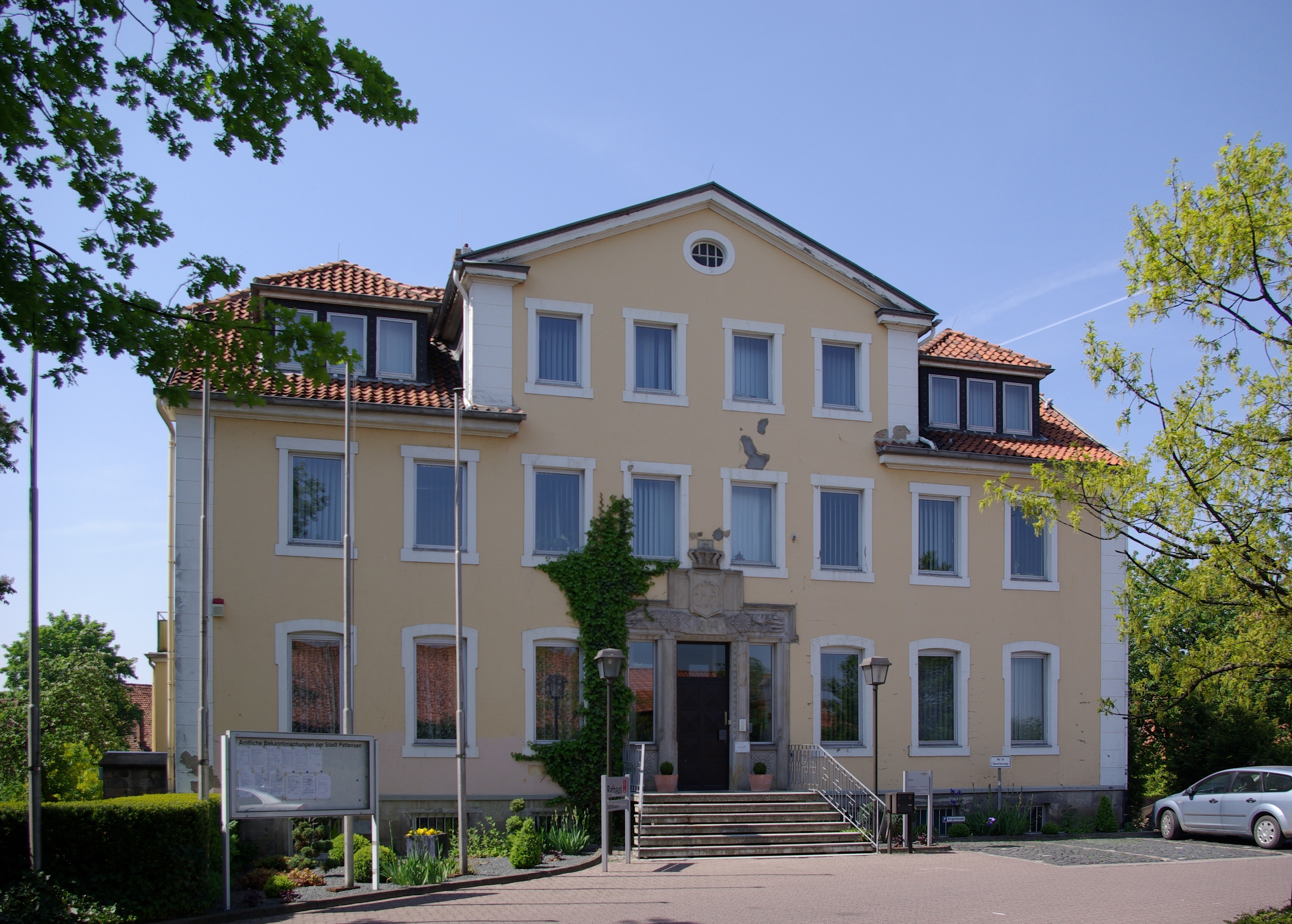
Voormalig stadhuis (1856)
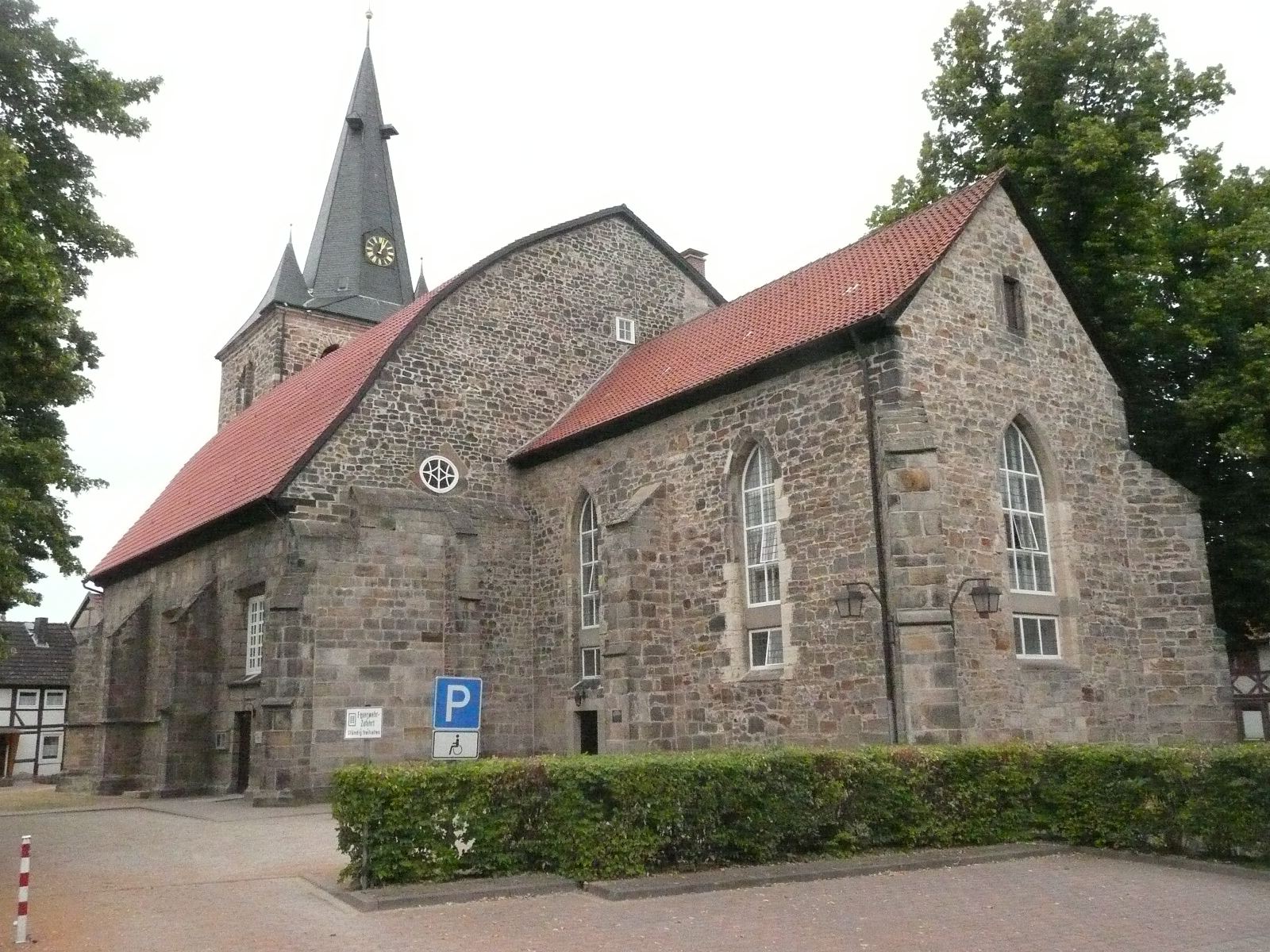
Sint-Lucaskerk, Pattensen
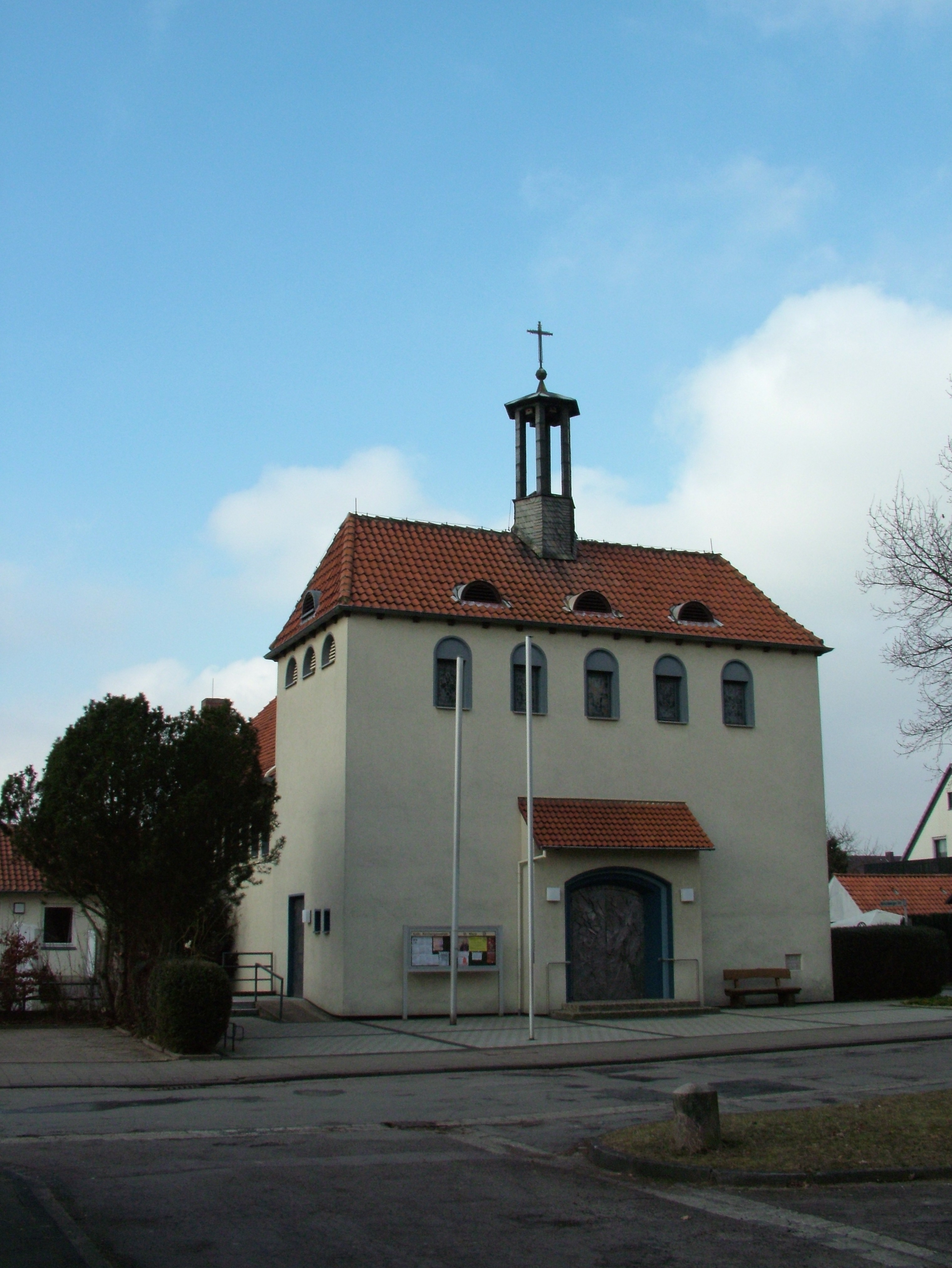
R.K. kerk te Pattensen
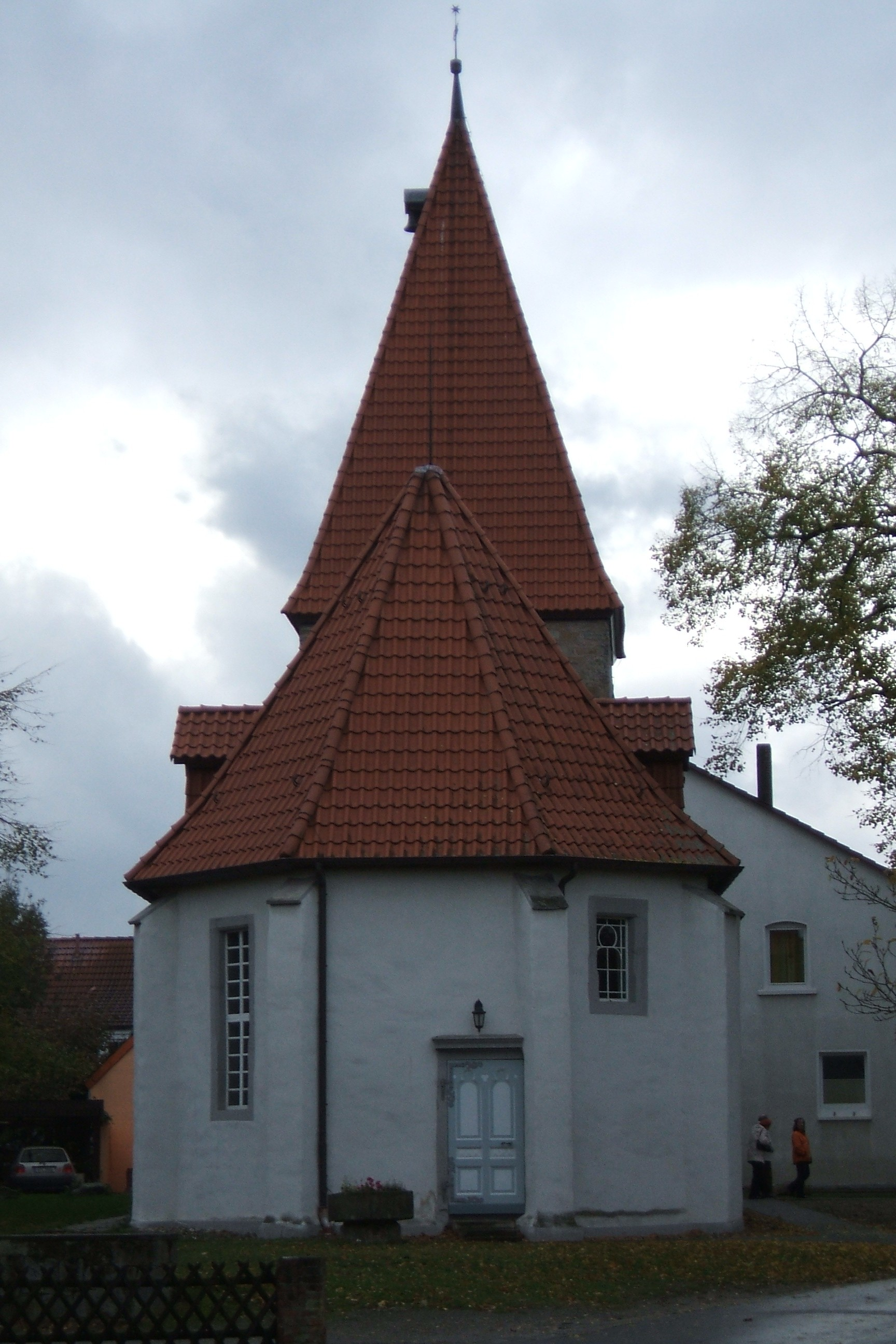
Evang.-lutherse kerk, Hüpede
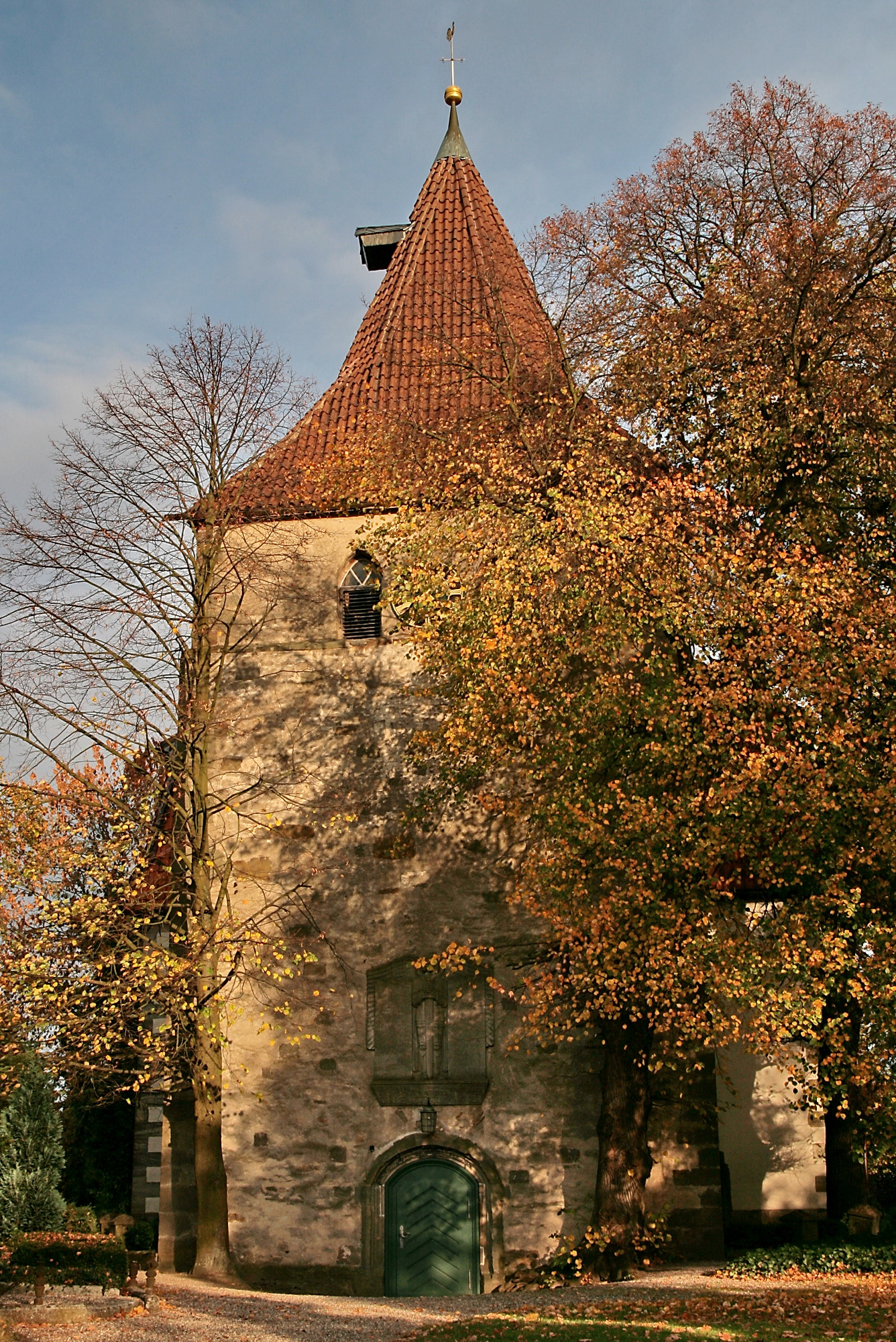
Kerktoren Sint-Joriskerk, Jeinsen
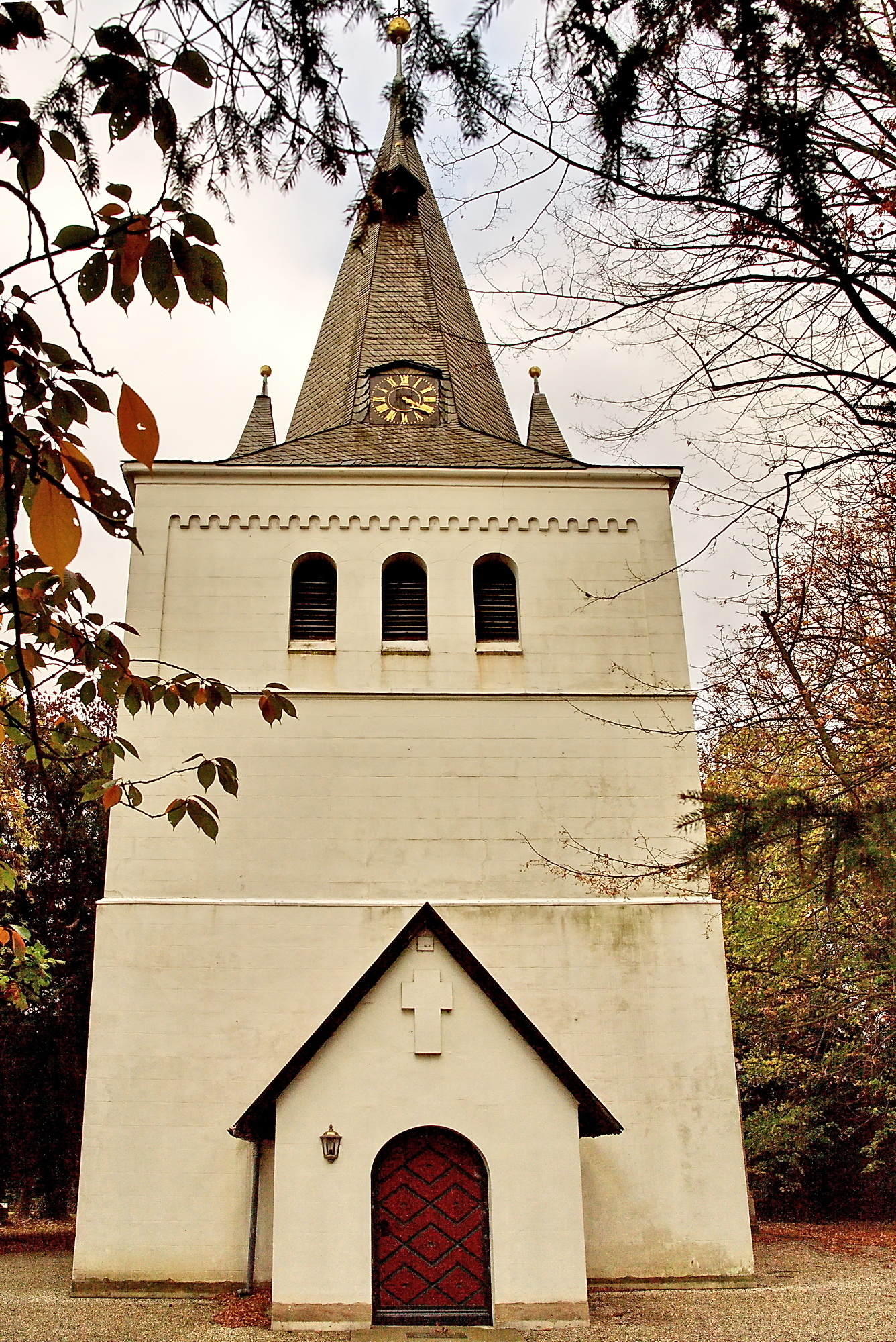
Thomaskerk, Schulenburg
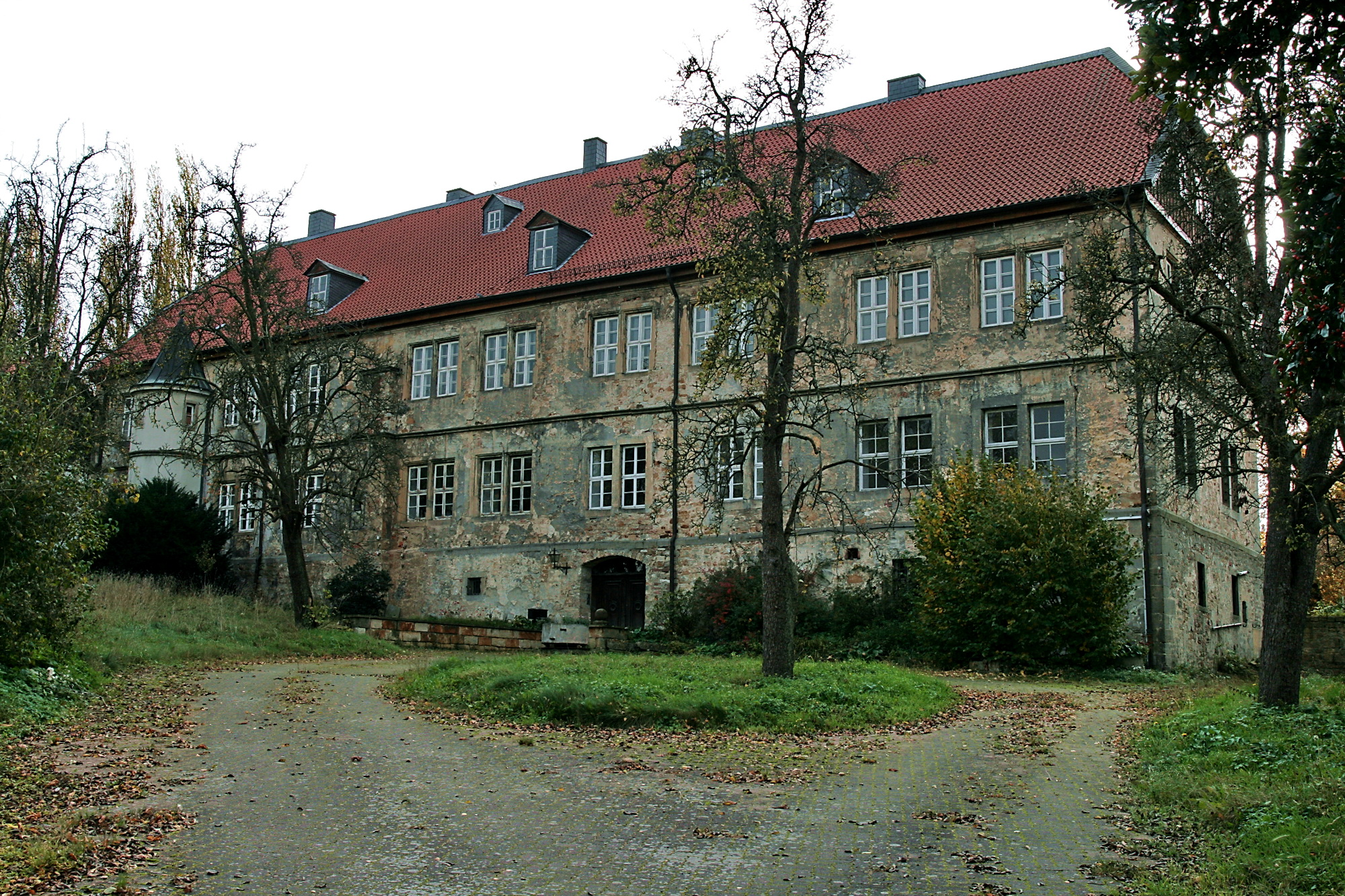
Kasteel Amtshaus Koldingen
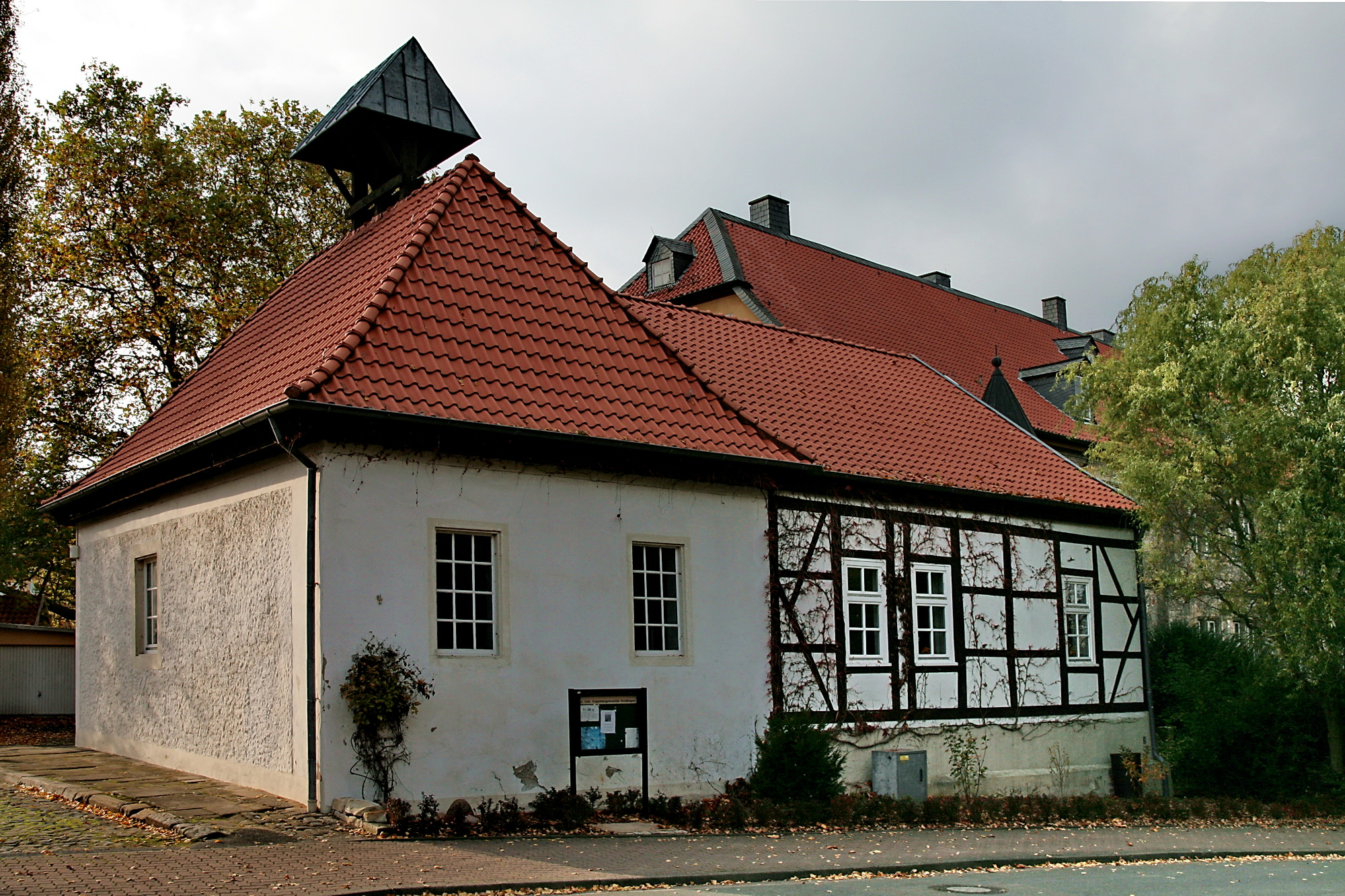
Kapel bij dit kasteel
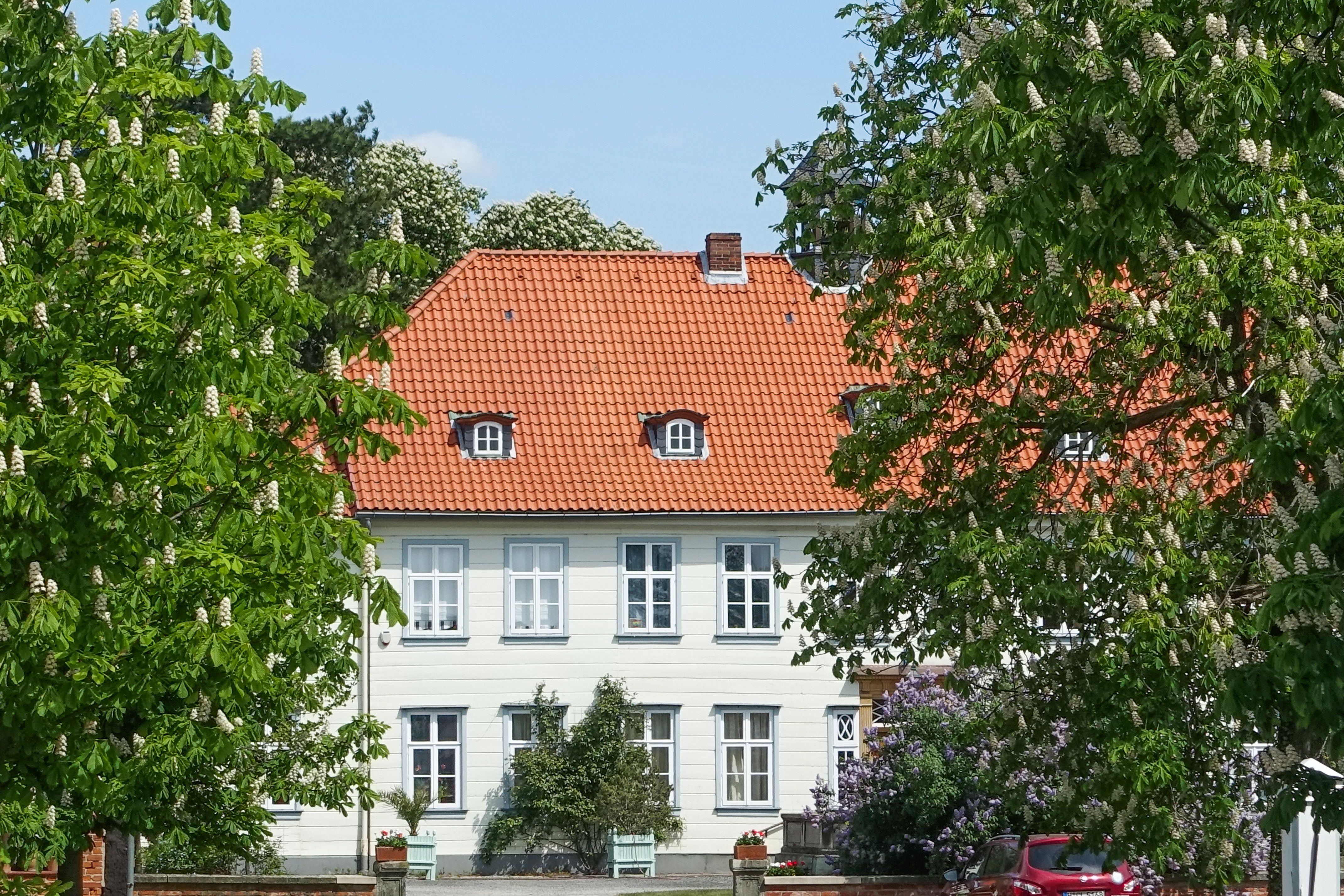
Herenhuis Gutshaus von Reden
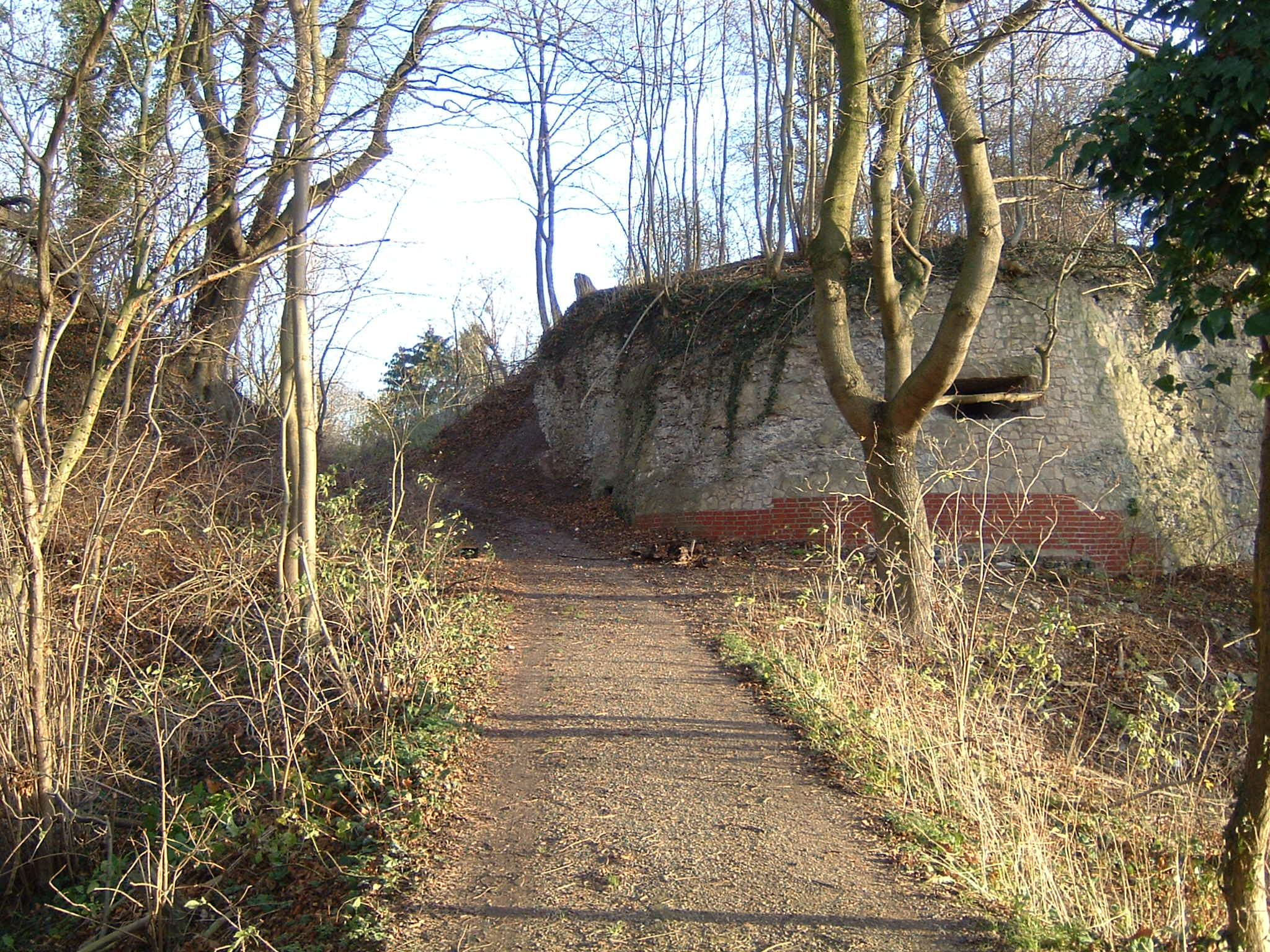
Ruïne Calenberg, Schulenburg

- Gemeinsame Normdatei: 4044928-2
- Nationale Bibliotheek van Tsjechië: ge1057328
- Virtual International Authority File: 248966121

Barsinghausen ·
Burgdorf ·
Burgwedel ·
Garbsen ·
Gehrden ·
Hannover ·
Hemmingen ·
Isernhagen ·
Laatzen ·
Langenhagen ·
Lehrte ·
Neustadt am Rübenberge ·
Pattensen ·
Ronnenberg ·
Seelze ·
Sehnde ·
Springe ·
Uetze ·
Wedemark ·
Wennigsen (Deister) ·
Wunstorf